# Gyugy
Gyugy ist eine ungarische Gemeinde im Kreis Fonyód im Komitat Somogy.

## Geografische Lage
Gyugy liegt ungefähr zehn Kilometer südlich des Balaton, 12 Kilometer südöstlich der Kreisstadt Fonyód und vier Kilometer nordöstlich der Stadt Lengyeltóti. Nachbargemeinden sind Szőlősgyörök, Somogybabod und Hács.

## Geschichte
Im Jahr 1913 gab es in der damaligen Kleingemeinde 145 Häuser und 1066 Einwohner auf einer Fläche von 4286  Katastraljochen. Sie gehörte zu dieser Zeit zum Bezirk Lengyeltóti im Komitat Somogy.

## Sehenswürdigkeiten
- Glockenturm (Harangláb) aus dem 18. Jahrhundert
- Kalvarienberg
- Reiterstandbild Izsép
- Römisch-katholische Kirche Urunk mennybemenetele aus der Árpádenzeit, erbaut in der ersten Hälfte des 13. Jahrhunderts, erweitert im 14. Jahrhundert
- Schloss Kacskovics (Kacskovics-kastély), erbaut 1865
- Weltkriegsdenkmal

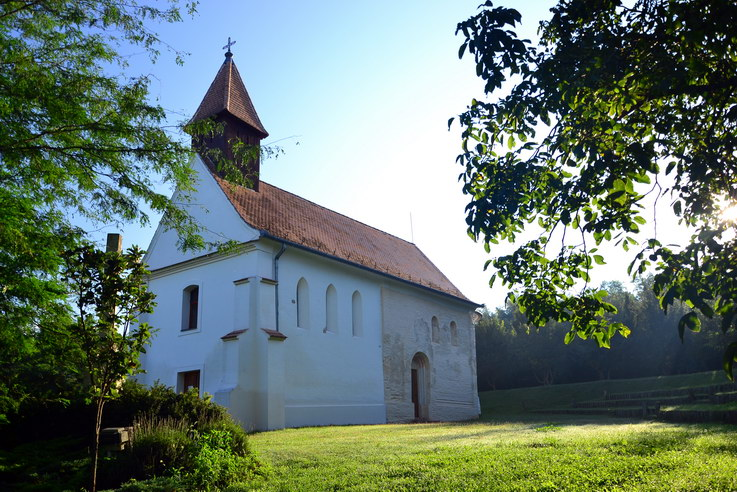
Römisch-katholische Kirche Urunk mennybemenetele
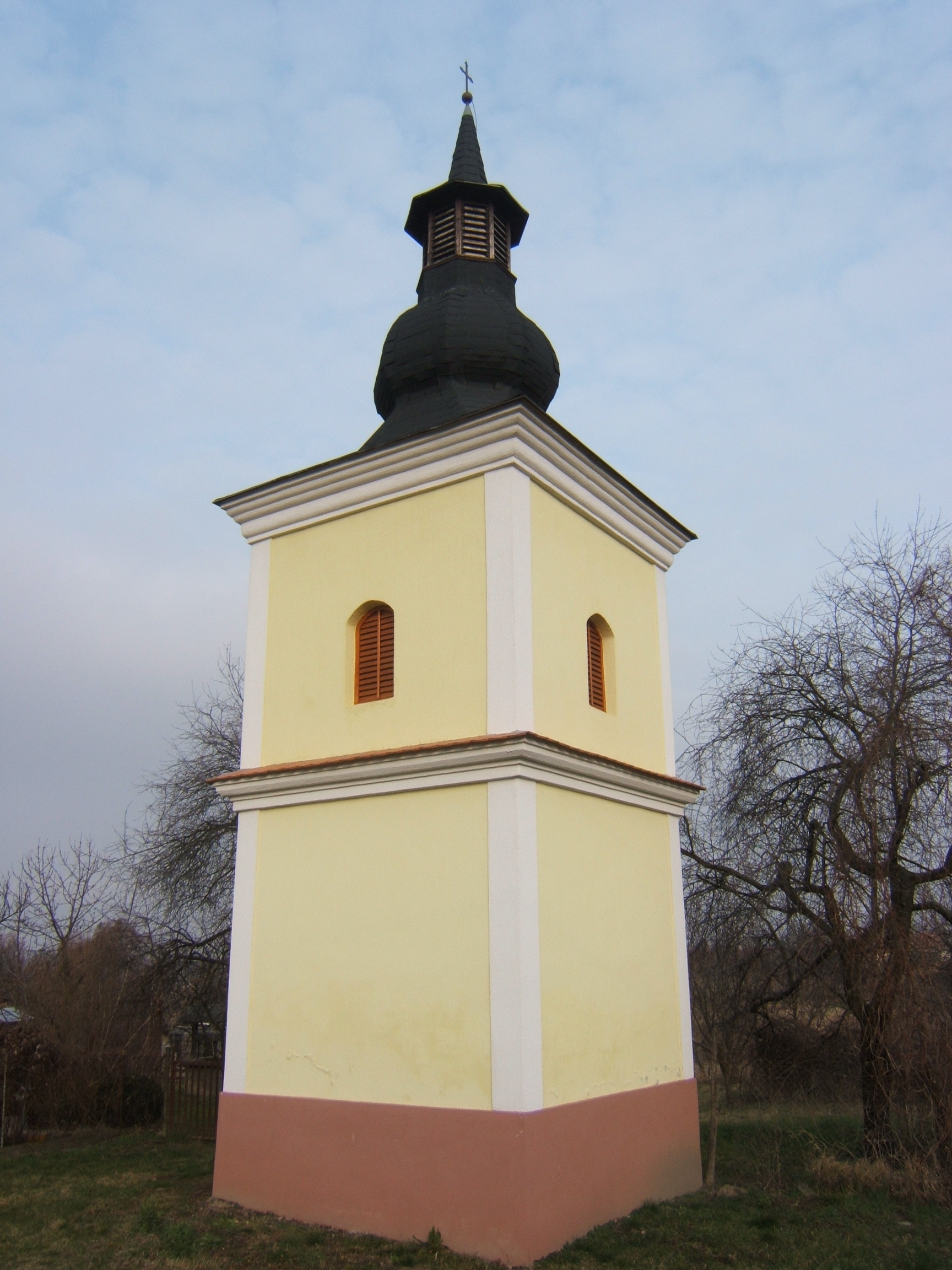
Glockenturm in Gyugy
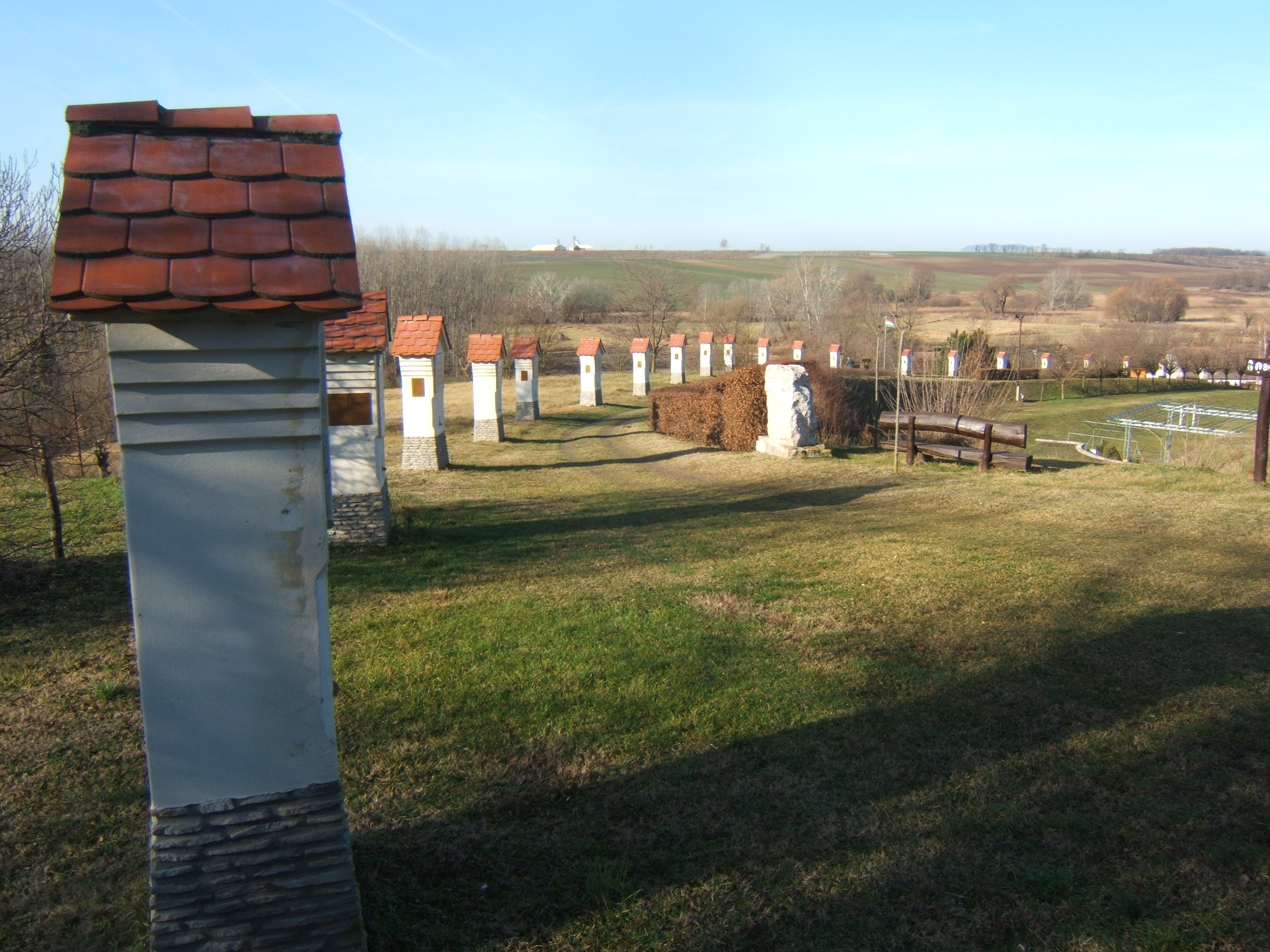
Kalvarienberg
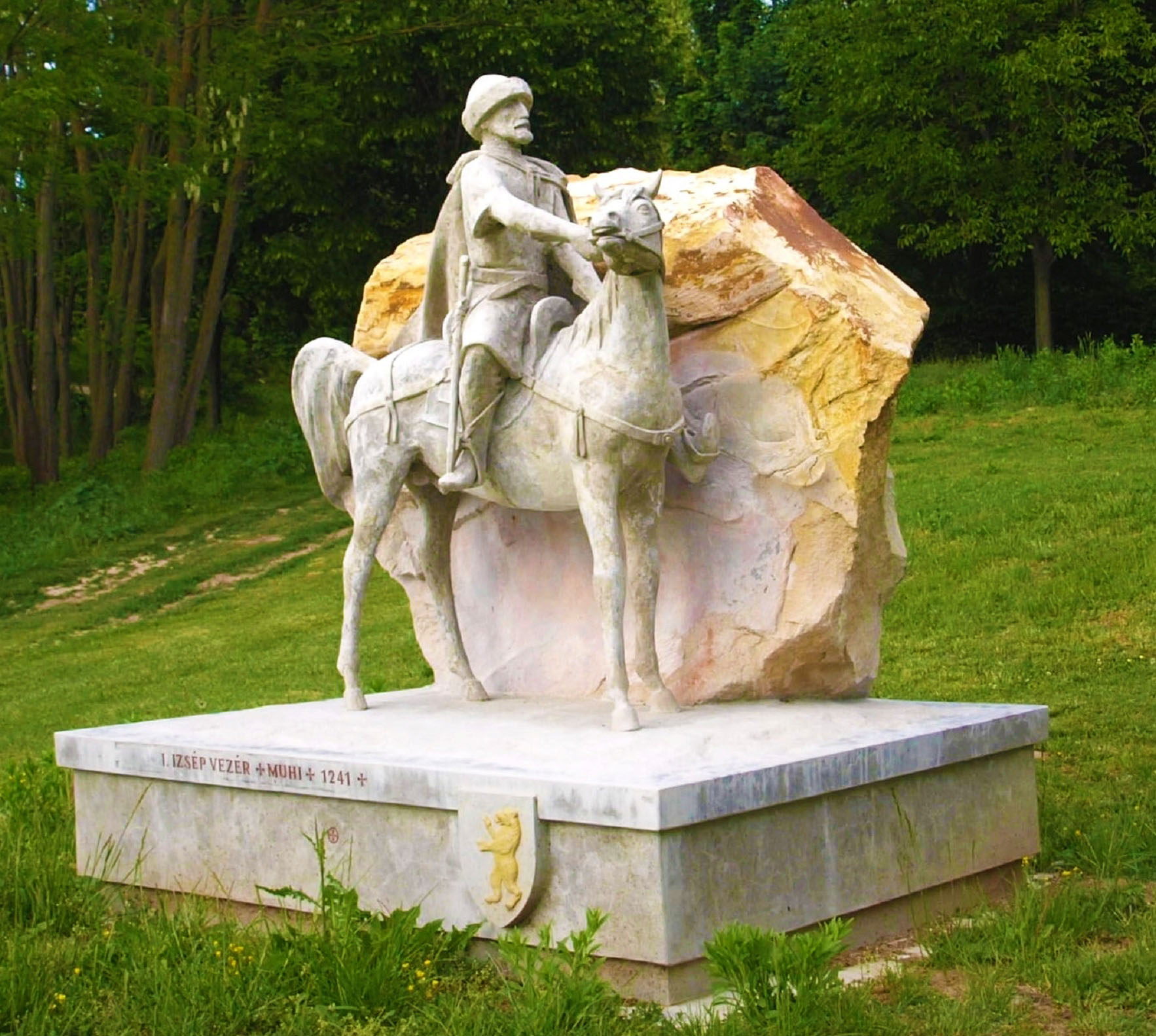
Reiterstandbild Izsép
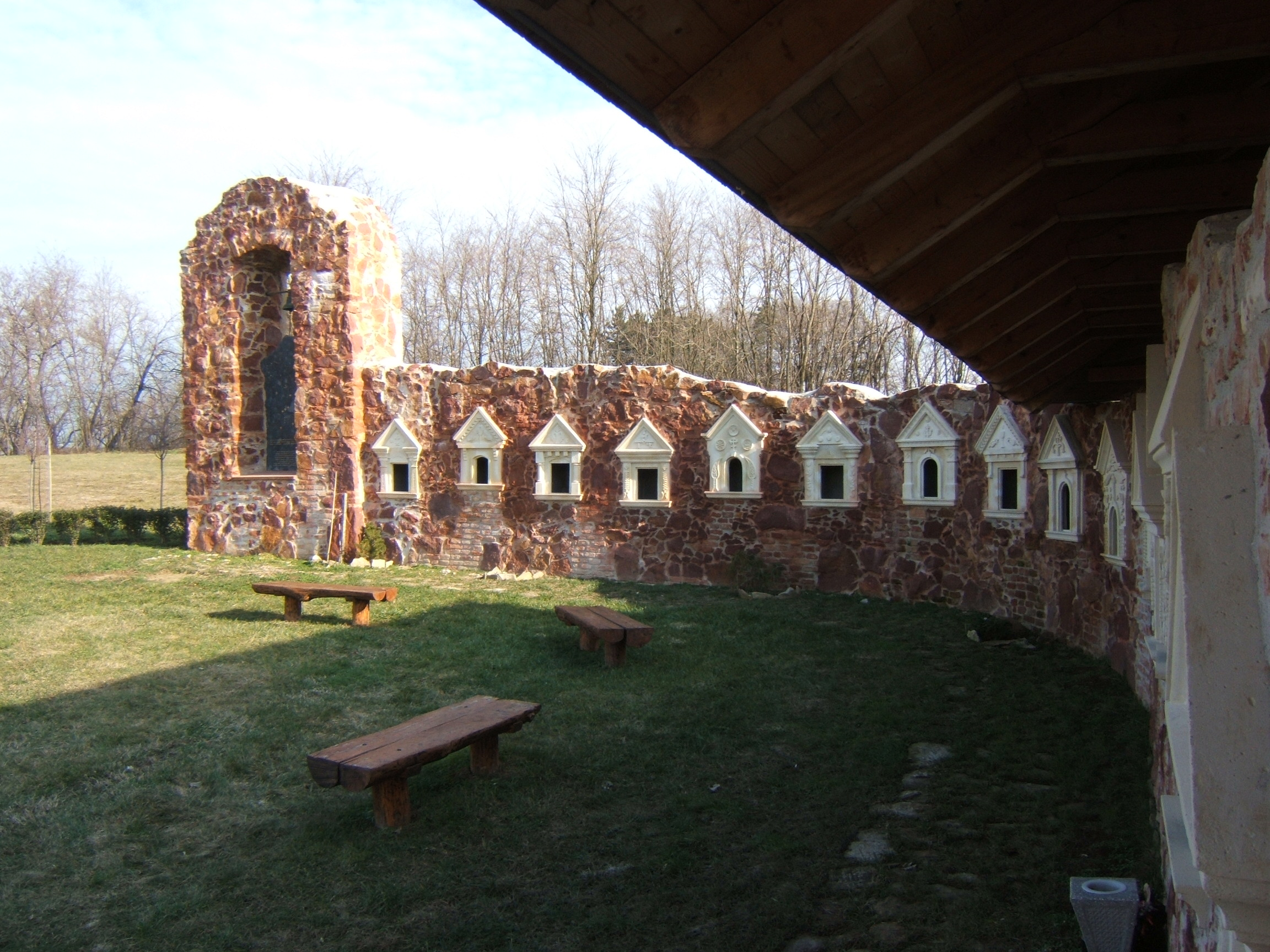
Urnenmauer in Gyugy

## Verkehr
Gyugy ist nur über die Nebenstraße Nr. 67116 zu erreichen. Der nächstgelegene Bahnhof befindet sich in Lengyeltóti. Es bestehen Busverbindungen über Szőlősgyörök und Szőlőskislak nach Balatonboglár.